# Olenecamptus sarawakensis
Olenecamptus sarawakensis là một loài bọ cánh cứng trong họ Cerambycidae.